# John Dickinson
John Dickinson (Trappe, 13 novembre 1732 – Wilmington, 14 febbraio 1808) è stato un politico e avvocato statunitense.
Fu uno dei padri fondatori degli Stati Uniti, noto come "Penman of the Revolution" ("scrittore della rivoluzione") per le sue dodici Letters from a Farmer in Pennsylvania, pubblicate individualmente nel 1767 e nel 1768. In qualità di membro del Primo congresso continentale, dove era un firmatario dell'Associazione Continentale, Dickinson redasse la maggior parte della Petizione del 1774 al re Giorgio III, e poi, come membro del Secondo congresso continentale, scrisse la Olive Branch Petition del 1775. Quando questi due tentativi di negoziare con il re Giorgio III fallirono, Dickinson rielaborò il linguaggio di Thomas Jefferson e scrisse la bozza finale della Dichiarazione delle cause e della necessità di prendere le armi del 1775. Quando il Congresso decise poi di cercare l'indipendenza dalla Gran Bretagna, Dickinson fece parte della commissione che scrisse il Trattato modello, e poi scrisse la prima bozza degli Articoli della Confederazione e dell'Unione Perpetua del 1776-1777.
Dickinson in seguito servì come presidente della Convenzione di Annapolis del 1786, che richiedeva la Convenzione costituzionale del 1787. Dickinson partecipò alla Convenzione come delegato del Delaware.
Ha scritto "The Liberty Song" nel 1768, fu un ufficiale della milizia durante la rivoluzione americana, presidente del Delaware, presidente della Pennsylvania, ed era tra gli uomini più ricchi delle colonie britanniche americane. Alla morte di Dickinson, l'allora presidente statunitense Thomas Jefferson lo riconobbe "tra i primi sostenitori dei diritti del suo Paese quando viene assalito dalla Gran Bretagna e il suo nome verrà consacrato nella storia come uno dei grandi degni della rivoluzione".
Insieme a sua moglie, Mary Norris Dickinson, gli è stato intitolato il Dickinson College (originariamente John and Mary's College), nonché la Dickinson School of Law della Pennsylvania State University, il Dickinson Complex dell'Università del Delaware e la John Dickinson High School, aperta nel 1959 come parte delle scuole pubbliche nel nord del Delaware.

## Storia della famiglia

Stemma di John Dickinson.

Dickinson nacque a Croisadore, la piantagione di tabacco della sua famiglia vicino al villaggio di Trappe nella contea di Talbot, provincia del Maryland. Era il pronipote di Walter Dickinson che emigrò dall'Inghilterra in Virginia nel 1654 e, dopo essere entrato a far parte della Society of Friends, arrivò con diversi correligionari nella contea di Talbot, sulla costa orientale della baia di Chesapeake nel 1659. Lì, con 400 acri sulle rive del fiume Choptank, Walter iniziò una piantagione, Croisadore, "croce d'oro". Walter acquistò anche 800 acri a St. Jones Neck in quella che divenne la contea di Kent, nel Delaware.
Croisadore passò attraverso il figlio di Walter, William, a suo nipote, Samuel, il padre di John Dickinson. Ogni generazione aumentò le proprietà terriere, così che Samuel ereditò 2.500 acri in 5 fattorie in 3 contee del Maryland e nel corso della sua vita lo aumentò a 9.000 acri. Acquistò anche la proprietà nella contea di Kent da suo cugino e la ampliò a circa 3.000 acri, estesi lungo il fiume St. Jones da Dover alla baia del Delaware. Lì iniziò un'altra piantagione e la chiamò Poplar Hall. Queste piantagioni erano grandi e redditizie imprese agricole lavorate da schiavi fino al 1777, quando John Dickinson liberò gli schiavi di Poplar Hall.
Samuel Dickinson si sposò per la prima volta con Judith Troth (1689–1729) l'11 aprile 1710. Ebbero nove figli; William, Walter, Samuel, Elizabeth, Henry, Elizabeth "Betsy", Rebecca e Rachel. I tre figli maggiori morirono di vaiolo mentre erano a Londra per la loro istruzione. Rimasto vedovo, con due figli piccoli, Henry e Betsy, Samuel sposò Mary Cadwalader nel 1731. Era la figlia di Martha Jones (nipote del dottor Thomas Wynne) e dell'importante quacchero John Cadwalader che era anche nonno del generale John Cadwalader di Filadelfia. I loro figli, John, Thomas e Philemon nacquero negli anni successivi.
Per tre generazioni la famiglia Dickinson era stata membro del Third Haven Friends Meeting nella contea di Talbot e i Cadwalader erano membri del Meeting a Philadelphia. Ma nel 1739, la sorellastra di John Dickinson, Betsy, si sposò in una chiesa anglicana con Charles Goldsborough in quello che fu chiamato un "matrimonio irregolare" dal Meeting. Nipote della coppia fu il governatore del Maryland Charles Goldsborough.
Lasciando Croisadore al figlio maggiore Henry Dickinson, Samuel si trasferì a Poplar Hall, dove aveva già assunto un ruolo di primo piano nella comunità come giudice del tribunale della contea di Kent. La mossa mise anche Mary più vicina ai suoi parenti di Filadelfia.
Poplar Hall si trovava su un'ansa ora raddrizzata del fiume St. Jones. L'attività dell'azienda agricola era intensa, per consegnare e spedire i prodotti agricoli. Gran parte di questo prodotto era grano che, insieme ad altro grano della regione, veniva macinato in una farina "superfine".

## Biografia

### Gioventù e primi successi
Dickinson venne educato a casa dai suoi genitori e da immigrati recenti impiegati a tale scopo. Tra loro c'era il pastore presbiteriano Francis Alison, che in seguito fondò la New London Academy nella contea di Chester, in Pennsylvania. Il suo tutore, William Killen, divenne in seguito il primo giudice supremo e cancelliere del Delaware. Dickinson era precoce ed energico e, nonostante il suo amore per Poplar Hall e la sua famiglia, era attratto da Filadelfia.
A 18 anni iniziò a studiare legge sotto John Moland a Filadelfia. Lì fece amicizia con studenti come George Read e Samuel Wharton, tra gli altri. Nel 1753 John andò a Londra per tre anni di studio al Middle Temple. Trascorse quel periodo studiando le opere di Edward Coke e Francesco Bacone alle Inn of Court, seguendo le orme del suo amico di una vita, il procuratore generale della Pennsylvania Benjamin Chew, e nel 1757 fu ammesso al foro della Pennsylvania iniziando la sua carriera come avvocato e procuratore legale.
In segno di protesta contro i Townshend Acts, Dickinson pubblicò le Letters from a Farmer in Pennsylvania. Pubblicate per la prima volta nel Pennsylvania Chronicle, le lettere di Dickinson vennero ristampate da numerosi altri giornali e divennero uno dei documenti politici più influenti prima della Rivoluzione americana. Dickinson sostenne che il Parlamento aveva il diritto di regolamentare il commercio, ma non aveva il diritto di imporre dazi per le entrate. Dickinson inoltre avvertì che se le colonie avessero acconsentito ai Townshend Acts, il Parlamento avrebbe imposto ulteriori tasse alle colonie in futuro. Dopo aver pubblicato queste lettere, nel 1768 fu eletto membro dell'American Philosophical Society.
Il 19 luglio 1770 Dickinson sposò Mary Norris, conosciuta come Polly, una trentenne di un'eminente famiglia di Filadelfia, con una consistente tenuta di beni immobili e proprietà personali (inclusa una biblioteca di 1500 volumi, una delle più grandi nelle colonie dell'epoca) che gestiva da diversi anni la tenuta della sua famiglia, Fair Hill, da sola o con sua sorella. Era la figlia di un ricco quacchero di Filadelfia e presidente dell'Assemblea generale della Pennsylvania, Isaac Norris e di Sarah Logan, la figlia dello statista e sindaco James Logan, entrambi deceduti. Era anche cugina della poetessa quacchera Hannah Griffitts. Dickinson e Norris ebbero cinque figli, ma solo due sopravvissero fino all'età adulta: Sarah Norris "Sally" Dickinson e Maria Mary Dickinson. Dickinson non si unì mai formalmente al Quaker Meeting, perché, a differenza dei quaccheri, credeva nella "liceità della guerra difensiva". Lui e Norris si sposarono con rito civile.
A Filadelfia Dickinson visse nella proprietà di sua moglie, Fair Hill, vicino a Germantown. Nel frattempo, costruì un'elegante villa in Chestnut Street, ma non vi abitò mai poiché fu confiscata e trasformata in un ospedale mentre si trovava in Delaware nel 1776-77. Divenne poi la residenza dell'ambasciatore francese e ancora più tardi la casa di suo fratello, Philemon Dickinson. Fair Hill venne bruciata dagli inglesi durante la battaglia di Germantown. Mentre era a Filadelfia come presidente dello Stato, visse nella villa confiscata di Joseph Galloway all'angolo tra la sesta e Market Street, ora stabilita come residenza presidenziale dello Stato.
Dickinson visse a Poplar Hall per lunghi periodi solo nel 1776-77 e nel 1781-82. Nell'agosto 1781 fu saccheggiata dai lealisti e gravemente bruciata nel 1804. Questa casa è ora di proprietà dello Stato del Delaware ed è aperta al pubblico. Dopo il suo servizio come presidente della Pennsylvania, tornò a vivere a Wilmington, nel Delaware, nel 1785 e costruì un palazzo all'angolo nord-ovest tra l'8a e la Market Street.

### Morte e lascito
Dickinson morì a Wilmington, nel Delaware, e fu sepolto nel Friends Burial Ground. Poco prima di morire liberò incondizionatamente tutti i suoi schiavi. Sebbene fosse economicamente dipendente da loro, voleva anche che la schiavitù finisse. Pensava che la liberazione di tutti i suoi schiavi alla sua morte avrebbe contribuito a creare un futuro senza schiavitù negli Stati Uniti d'America. Come molti dei Padri fondatori, credeva che la schiavitù sarebbe morta "di morte naturale."
Dickinson Street a Madison nel Wisconsin è così chiamata in suo onore, così come la John Dickinson High School a Milltown, Delaware e la Dickinson Hall presso l'Università del Delaware.

## Nella cultura di massa
Il personaggio di John Dickinson compare nel film 1776 (1972), interpretato da Donald Madden.